# Balıkesir (provins)

Karta över Turkiet med Balıkesir markerat.

Balıkesir är en provins i den nordvästra delen av Turkiet. Den har totalt 1 076 347 invånare (2000) och en areal på 14 442 km². Provinshuvudstad är Balıkesir.